# Rio Ariranha
Rio Ariranha är ett vattendrag i Brasilien.   Det ligger i delstaten Santa Catarina, i den södra delen av landet, 1 400 km söder om huvudstaden Brasília.
I omgivningarna runt Rio Ariranha växer huvudsakligen savannskog. Runt Rio Ariranha är det ganska glesbefolkat, med 40 invånare per kvadratkilometer.